# Irish Open 1977
Die Irish Open 1977 waren die 64. Austragung dieser internationalen Meisterschaften von Irland im Badminton. Sie fanden am 18. und 19. Februar 1977 in Belfast statt.

## Finalresultate
| Disziplin    | Sieger                     | Finalist                      | Ergebnis          |
| ------------ | -------------------------- | ----------------------------- | ----------------- |
| Herreneinzel | Tim Goode                  | Bryan Purser                  | 15–6, 8–15, 15–1  |
| Dameneinzel  | Pamela Hamilton            | Dorothy Cunningham            | 11–8, 12–10       |
| Herrendoppel | Tim Goode Duncan Bridge    | Bryan Purser Peter Moore      | 15–6, 14–18, 15–6 |
| Damendoppel  | Mary Dinan Wendy Orr       | Dorothy Cunningham Karen Shaw | 15–3, 15–7        |
| Mixed        | John Scott Pamela Hamilton | Colin Bell Dorothy Cunningham | 15–6, 6–15, 15–6  |